# Jednotný registrační formulář

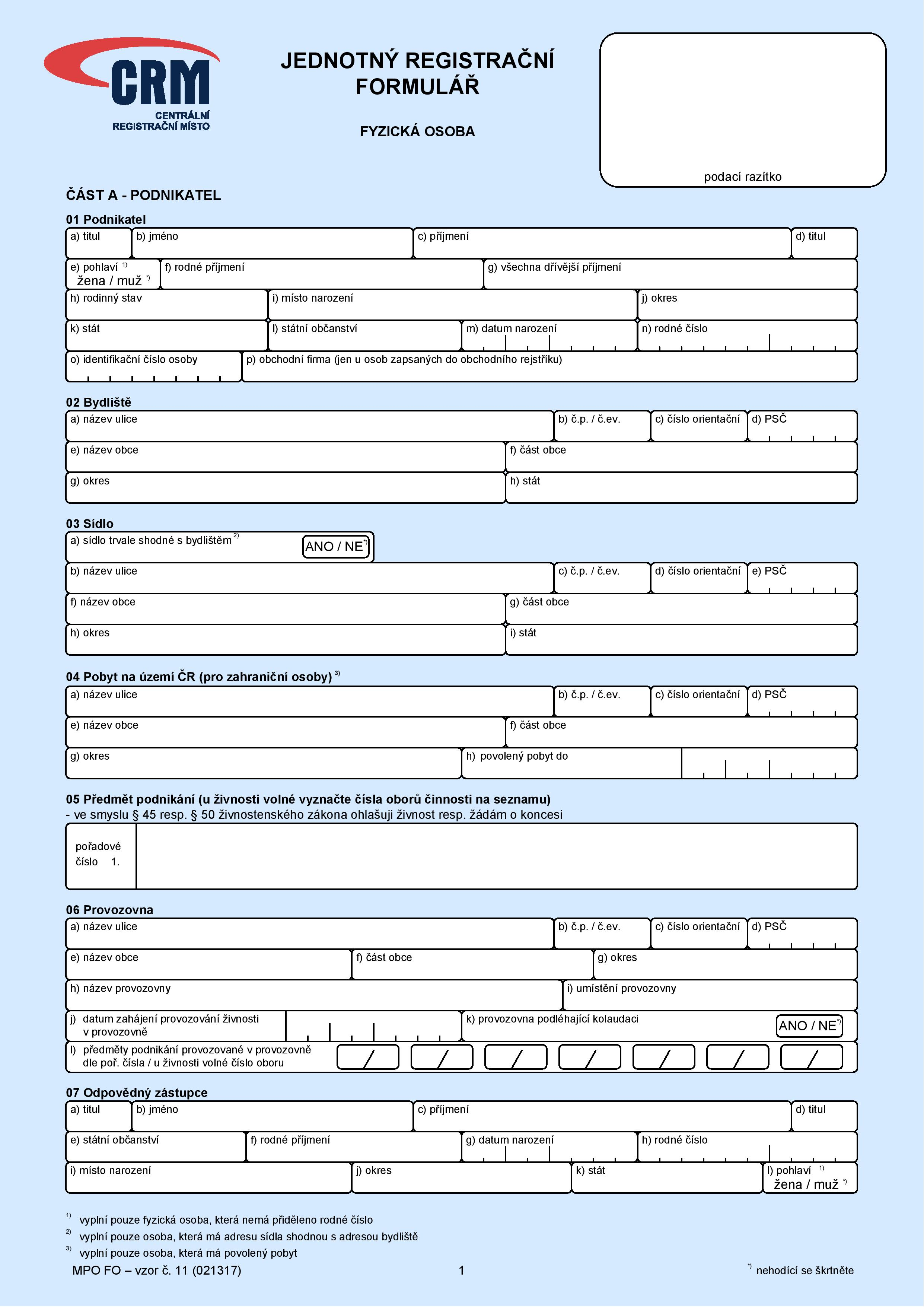
První strana jednotného registračního formuláře pro fyzické osoby

Jednotný registrační formulář (zkratka JRF) je standardizovaný dokument, kterým lze úřadům České republiky (ČR) nahlásit více skutečností najednou. Je dostupný jak v papírové, tak v elektronické podobě. V elektronické podobě se dá podat s elektronickým podpisem, nebo přes datovou schránku.

## Podoba a použití
JRF se v ČR používá od roku 2006 a od roku 2008 i elektronicky. Prostřednictvím formuláře lze naráz podávat oznámení na živnostenském úřadě (oznamovat zahájení, přerušení a ukončení živnosti a provoz v provozovně, žádat o koncesi a měnit některé údaje na živnostenském úřadě), oznamovat zahájení, přerušení a ukončení samostatně výdělečné činnosti na České správě sociálního zabezpečení a v zdravotní pojišťovně a také ohlásit volné pracovní místo či jeho obsazení na úřadu práce. Tiskopisy ministerstva financí ve webové verzi JRF pak umožňují přihlásit se a odhlásit se k registraci na finanční správě, a měnit registrační údaje.
Existují dva typy formulářů, jeden pro fyzickou a druhý pro právnickou osobu. Formulář se skládá ze dvou stránek. Ve formuláři se vyplňují pouze ta pole, které se zavádějí, oznamují, nebo mění; elektronická aplikace pak umožňuje některá pole vygenerovat (například z živnostenského rejstříku).
Provoz elektronického JRF stát vyšel v roce 2019 na 300 000 korun, ale využilo ho jen 1 % ze všech, kteří podávali nějakou žádost; systém obsahoval dlouho chybu, o které úředníci nevěděli. Webová verze umožňuje i podání na finanční úřad, který zde má ale svoje vlastní formuláře.